# Salix olaensis
Salix olaensis är en videväxtart som beskrevs av Vyacheslav Yuryevich Barkalov. Salix olaensis ingår i släktet viden, och familjen videväxter. Inga underarter finns listade i Catalogue of Life.